# Clubiona paralena
Espèce
Clubiona paralena est une espèce d'araignées aranéomorphes de la famille des Clubionidae.

## Distribution
Cette espèce est endémique de Corée du Nord.

## Description
Le mâle holotype mesure 5,85 mm.

## Publication originale
- Mikhailov, 1995 : New or rare Oriental sac spiders of the genus Clubiona Latreille 1804 (Aranei Clubionidae). Arthropoda Selecta, vol. 3, no 3/4, p. 99-110 (texte intégral).